# Kabinett Kan
Das Kabinett Kan (jap. 菅内閣, Kan naikaku) regierte Japan von der formalen Ernennung Naoto Kans zum Premierminister am 8. Juni 2010 bis zu einer Kabinettsumbildung am 17. September 2010. Nach dem Rücktritt Yukio Hatoyamas wurde Kan am 4. Juni 2010 zum Vorsitzenden der Demokratischen Partei (DPJ) und anschließend im Parlament zum Premierminister gewählt. Bei der entscheidenden Abstimmung im Shūgiin, dem Unterhaus, erhielt Kan 313 von 477 Stimmen, im Sangiin, dem Oberhaus, 123 von 237 Stimmen. Das Kabinett wurde am 8. Juni 2010 nach einer Konferenz der Koalitionsparteien Demokratische Partei und Neue Volkspartei von Chefkabinettssekretär Yoshito Sengoku in der Kantei vorgestellt, anschließend gab Kan eine erste Pressekonferenz als Premierminister, danach folgte die formale Ernennung durch den Tennō.
11 Staatsminister wurden aus dem Vorgängerkabinett übernommen. Bei Amtsantritt waren 13 Minister Abgeordnete im Shūgiin und vier im Sangiin.

## Staatsminister
| Amt | Name                            | Bild               | Kammer      | Fraktion         | Faktion(en)        |
| --- | ------------------------------- | ------------------ | ----------- | ---------------- | ------------------ |
| Premierminister | Naoto Kan                       | Naoto Kan          | Shūgiin     | DPJ              | (Kan)              |
| Staatsminister, die ein Ministerium leiten |                                 |                    |             |                  |                    |
| Minister für Innere Angelegenheiten und Kommunikation Staatsminister zur „Beförderung der Souveränität der Regionen“ (chiiki shuken suishin)   | Kazuhiro Haraguchi              | Kazuhiro Haraguchi | Shūgiin     | DPJ              | Hata               |
| Justizministerin | Keiko Chiba                     | Keiko Chiba        | Sangiin → — | DPJ              | Yokomichi          |
| Außenminister | Katsuya Okada                   | Katsuya Okada      | Shūgiin     | DPJ              | —                  |
| Finanzminister | Yoshihiko Noda                  | Yoshihiko Noda     | Shūgiin     | DPJ              | Noda               |
| Minister für Bildung, Kultur, Sport, Wissenschaft und Technologie Staatsminister für Wissenschafts- & Technologiepolitik                       | Tatsuo Kawabata                 | Tatsuo Kawabata    | Shūgiin     | DPJ              | Kawabata           |
| Minister für Gesundheit, Arbeit und Soziales zuständig für Rentenreform                                                                        | Akira Nagatsuma                 | Akira Nagatsuma    | Shūgiin     | DPJ              | —                  |
| Minister für Landwirtschaft, Forsten und Fischerei                                                                                             | Masahiko Yamada                 | Masahiko Yamada    | Shūgiin     | DPJ              | Ozawa              |
| Minister für Wirtschaft, Handel und Industrie                                                                                                  | Masayuki Naoshima               | Masayuki Naoshima  | Sangiin     | DPJ              | Kawabata, Hatoyama |
| Minister für Land, Infrastruktur und Transport Staatsminister für Angelegenheiten von Okinawa und der Nördlichen Territorien                   | Seiji Maehara                   | Seiji Maehara      | Shūgiin     | DPJ              | Maehara            |
| Umweltminister | Sakihito Ozawa                  | Sakahito Ozawa     | Shūgiin     | DPJ              | Hatoyama           |
| Verteidigungsminister | Toshimi Kitazawa                | Toshimi Kitazawa   | Sangiin     | DPJ              | Hata               |
| Chefkabinettssekretär |                                 |                    |             |                  |                    |
| Chefkabinettssekretär | Yoshito Sengoku                 | Yoshito Sengoku    | Shūgiin     | DPJ              | Maehara            |
| Staatsminister ohne Ministerium |                                 |                    |             |                  |                    |
| Vorsitzender der Nationalen Kommission für Öffentliche Sicherheit Staatsminister für Katastrophenschutz zuständig für die Entführungsfrage     | Hiroshi Nakai                   | Hiroshi Nakai      | Shūgiin     | DPJ              | Ozawa, Kawabata    |
| Staatsminister für den Finanzsektor zuständig für Reform des Postwesens                                                                        | Shizuka Kamei bis 11. Juni 2010 | Shizuka Kamei      | Shūgiin     | Neue Volkspartei | —                  |
| Staatsminister für den Finanzsektor zuständig für Reform des Postwesens                                                                        | Shōzaburō Jimi                  | Shōzaburō Jimi     | Sangiin     | Neue Volkspartei | —                  |
| Staatsminister für Wirtschafts- und Finanzpolitik, Verbraucher und Lebensmittelsicherheit zuständig für „Nationale Strategie“ (kokka senryaku) | Satoshi Arai                    | Satoshi Arai       | Shūgiin     | DPJ              | Kan                |
| Staatsminister für Bekämpfung des Geburtenrückgangs, Geschlechtergleichstellung zuständig für Reform des Beamtentums                           | Kōichirō Gemba                  | Kōichirō Gemba     | Shūgiin     | DPJ              | Maehara            |
| Staatsministerin zur „Erneuerung der Verwaltung“ (gyōsei sasshin)                                                                              | Renhō (Murata)                  | Renhō Murata       | Sangiin     | DPJ              | Noda               |

Anmerkung: Der Premierminister gehört während seiner Amtszeit offiziell keiner Faktion an.
Die Staatsminister ohne Ministerium sind naikaku-fu tokumei tantō daijin („Staatsminister beim Kabinettsbüro für besondere Aufgaben“). Zusätzliche besondere Verantwortungsbereiche kursiv.
Als mögliche Vertreter des Premierministers nach Artikel 9 des Kabinettsgesetzes wurden designiert:
1. Yoshito Sengoku,
2. Katsuya Okada,
3. Seiji Maehara,
4. Hiroshi Nakai und
5. Keiko Chiba.

## Staatssekretäre
Bei Antritt der Staatsminister begann die Amtszeit der stellvertretenden Chefkabinettssekretäre, des Leiters des Legislativbüros des Kabinetts sowie der Sonderberater des Premierministers. Die Staatssekretäre (fuku-daijin, „Vizeminister“, engl. Senior Vice Minister) und die parlamentarischen Staatssekretäre (daijin seimukan, engl. Parliamentary Secretary) traten ihre Positionen am 9. Juni 2010 an.
| Amt                                                                                 | Name                                 | Kammer                               | Fraktion                             | Faktion(en)                          |
| Kabinettssekretariat, Legislativbüro                                                | Kabinettssekretariat, Legislativbüro | Kabinettssekretariat, Legislativbüro | Kabinettssekretariat, Legislativbüro | Kabinettssekretariat, Legislativbüro |
| ----------------------------------------------------------------------------------- | ------------------------------------ | ------------------------------------ | ------------------------------------ | ------------------------------------ |
| Stellvertretende Chefkabinettssekretäre                                             | Motohisa Furukawa                    | Shūgiin                              | DPJ                                  | Maehara                              |
| Stellvertretende Chefkabinettssekretäre                                             | Tetsurō Fukuyama                     | Sangiin                              | DPJ                                  | Maehara                              |
| Stellvertretende Chefkabinettssekretäre                                             | Kin’ya Takino                        | —                                    | —                                    | —                                    |
| Leiter des Legislativbüros des Kabinetts                                            | Shin’ichirō Kajita                   | —                                    | —                                    | —                                    |
| Sonderberater des Premierministers                                                  |                                      |                                      |                                      |                                      |
| Sonderberater für KMU-Politik, Aktivierung der Regionen                             | Yukihiko Akutsu                      | Shūgiin                              | DPJ                                  | Kan                                  |
| Sonderberater zur Belebung ländlicher Gebiete                                       | Katsuya Ogawa                        | Sangiin                              | DPJ                                  | Hatoyama                             |
| Sonderberater für Aktivierung und Souveränität der Regionen, regionale Verwaltungen | Seiji Ōsaka                          | Shūgiin                              | DPJ                                  | Kan                                  |
| Sonderberater für Nationale Strategie                                               | Manabu Terata                        | Shūgiin                              | DPJ                                  | Kan                                  |
| Staatssekretäre („Vizeminister“)                                                    |                                      |                                      |                                      |                                      |
| Kabinettsbüro                                                                       | Atsushi Ōshima                       | Shūgiin                              | DPJ                                  | Hatoyama                             |
| Kabinettsbüro                                                                       | Hideo Hiraoka                        | Shūgiin                              | DPJ                                  | Kan                                  |
| Kabinettsbüro                                                                       | Kōhei Ōtsuka                         | Sangiin                              | DPJ                                  | —                                    |
| Innere Angelegenheiten und Kommunikation                                            | Shū Watanabe                         | Shūgiin                              | DPJ                                  | Maehara                              |
| Innere Angelegenheiten und Kommunikation                                            | Masamitsu Naitō                      | Sangiin                              | DPJ                                  | Kan                                  |
| Justiz                                                                              | Kōichi Katō                          | Shūgiin                              | DPJ                                  | Kan                                  |
| Auswärtige Angelegenheiten                                                          | Kōichi Takemasa                      | Shūgiin                              | DPJ                                  | Noda, Ozawa                          |
| Auswärtige Angelegenheiten                                                          | Osamu Fujimura                       | Shūgiin                              | DPJ                                  | Noda                                 |
| Finanzen                                                                            | Motohisa Ikeda                       | Shūgiin                              | DPJ                                  | Kan                                  |
| Finanzen                                                                            | Naoki Minezaki                       | Sangiin → —                          | DPJ                                  | Yokomichi                            |
| Bildung, Kultur, Sport, Wissenschaft und Technologie                                | Masaharu Nakagawa                    | Shūgiin                              | DPJ                                  | Hata                                 |
| Bildung, Kultur, Sport, Wissenschaft und Technologie                                | Kan Suzuki                           | Sangiin                              | DPJ                                  | Maehara, Hatoyama                    |
| Arbeit, Gesundheit und Soziales                                                     | Ritsuo Hosokawa                      | Shūgiin                              | DPJ                                  | Kan                                  |
| Arbeit, Gesundheit und Soziales                                                     | Hiroyuki Nagahama                    | Sangiin                              | DPJ                                  | Noda                                 |
| Landwirtschaft, Forsten und Fischerei                                               | Takashi Shinohara                    | Shūgiin                              | DPJ                                  | Kan                                  |
| Landwirtschaft, Forsten und Fischerei                                               | Akira Gunji                          | Sangiin                              | DPJ                                  | Yokomichi                            |
| Wirtschaft, Handel und Industrie                                                    | Tadahiro Matsushita                  | Shūgiin                              | Neue Volkspartei                     | —                                    |
| Wirtschaft, Handel und Industrie                                                    | Teruhiko Mashiko                     | Sangiin                              | DPJ                                  | Hata                                 |
| Land, Infrastruktur und Verkehr                                                     | Taizō Mikazuki                       | Shūgiin                              | DPJ                                  | Kawabata, Hatoyama                   |
| Land, Infrastruktur und Verkehr                                                     | Sumio Mabuchi                        | Shūgiin                              | DPJ                                  | —                                    |
| Umwelt                                                                              | Issei Tajima                         | Shūgiin                              | DPJ                                  | Maehara                              |
| Verteidigung                                                                        | Kazuya Shimba                        | Sangiin                              | DPJ                                  | Hatoyama                             |
| Parlamentarische Staatssekretäre („Parlamentarische Sekretäre“)                     |                                      |                                      |                                      |                                      |
| Kabinettsbüro                                                                       | Kenta Izumi                          | Shūgiin                              | DPJ                                  | Maehara                              |
| Kabinettsbüro                                                                       | Kenji Tamura                         | Shūgiin                              | DPJ                                  | Kan                                  |
| Kabinettsbüro                                                                       | Keisuke Tsumura                      | Shūgiin                              | DPJ                                  | Kan, Maehara                         |
| Innere Angelegenheiten und Kommunikation                                            | Jun’ya Ogawa                         | Shūgiin                              | DPJ                                  | Maehara                              |
| Innere Angelegenheiten und Kommunikation                                            | Takeshi Shina                        | Shūgiin                              | DPJ                                  | Ozawa                                |
| Innere Angelegenheiten und Kommunikation                                            | Kensei Hasegawa                      | Sangiin                              | Neue Volkspartei                     | —                                    |
| Justiz                                                                              | Tetsuji Nakamura                     | Sangiin                              | DPJ                                  | Maehara                              |
| Auswärtige Angelegenheiten                                                          | Shūji Kira                           | Shūgiin                              | DPJ                                  | Ozawa                                |
| Auswärtige Angelegenheiten                                                          | Chinami Nishimura                    | Shūgiin                              | DPJ                                  | Kan                                  |
| Finanzen                                                                            | Hiroshi Ōgushi                       | Shūgiin                              | DPJ                                  | Noda                                 |
| Finanzen                                                                            | Shin’ichirō Furumoto                 | Shūgiin                              | DPJ                                  | Kawabata, Hatoyama                   |
| Bildung, Kultur, Sport, Wissenschaft und Technologie                                | Hitoshi Gotō                         | Shūgiin                              | DPJ                                  | Hata                                 |
| Bildung, Kultur, Sport, Wissenschaft und Technologie                                | Miho Takai                           | Shūgiin                              | DPJ                                  | Maehara, Noda                        |
| Arbeit, Gesundheit und Soziales                                                     | Kazunori Yamanoi                     | Shūgiin                              | DPJ                                  | Maehara, Kan                         |
| Arbeit, Gesundheit und Soziales                                                     | Shin’ya Adachi                       | Sangiin                              | DPJ                                  | —                                    |
| Landwirtschaft, Forsten und Fischerei                                               | Takahiro Sasaki                      | Shūgiin                              | DPJ                                  | Yokomichi                            |
| Landwirtschaft, Forsten und Fischerei                                               | Yasue Funayama                       | Sangiin                              | DPJ                                  | Kan                                  |
| Wirtschaft, Handel und Industrie                                                    | Yōsuke Kondō                         | Shūgiin                              | DPJ                                  | Noda                                 |
| Wirtschaft, Handel und Industrie                                                    | Chiaki Takahashi                     | Sangiin                              | DPJ                                  | Hatoyama                             |
| Land, Infrastruktur und Verkehr                                                     | Shōgo Tsugawa                        | Shūgiin                              | DPJ                                  | —                                    |
| Land, Infrastruktur und Verkehr                                                     | Takashi Nagayasu                     | Shūgiin                              | DPJ                                  | Maehara                              |
| Land, Infrastruktur und Verkehr                                                     | Yūji Fujimoto                        | Sangiin                              | DPJ                                  | Noda                                 |
| Umwelt                                                                              | Nobumori Ōtani                       | Shūgiin                              | DPJ                                  | —                                    |
| Verteidigung                                                                        | Daizō Kusuda                         | Shūgiin                              | DPJ                                  | Hata, Noda                           |
| Verteidigung                                                                        | Akihisa Nagashima                    | Shūgiin                              | DPJ                                  | Noda, Kan                            |

## Rücktritt
- Staatsminister Kamei erklärte am 11. Juni 2010 im Streit über das Reformgesetz zur 2001 initiierten Postprivatisierung seinen Rücktritt.[1]